# Bjørn Elmquist
Bjørn Erik Elmquist, född 13 november 1938 i Svendborg, är en dansk advokat, journalist och f.d. politiker. Hans farfars bror var Aage Elmquist, politiker för Venstre och justitieminister 1945-1947.
Elmquist tog studentexamen från Østre Borgerdyd Gymnasium i Köpenhamn 1957 och blev cand. jur. från Köpenhamns universitet 1963. Han arbetade sedan som rådgivare på Studentersamfundets rättshjälp för obemedlade (1963-1966) och domarfullmäktig i Rønne, sekreterare på danska utrikesdepartementet (1964-1971) och ambassadsekreterare för den danska EG-missionen i Bryssel (1967-1970). Han bytte sedan spår och blev EG-korrespondent på Danmarks Radio (1971-1976) och fast kommentator på Weekendavisen (1972-1975). Han var även varit programledare för TV-Avisen och varit kommentator på Kristeligt Dagblad (1985-1988) och Information (1991-1994).
Elmquist blev invald i Folketinget för Venstre 1979. Samma år blev han även ledamot i Europarådet, där han var vice ordförande (1982-1983) och ordförande av det juridiska utskottet samt ordförande av rådets liberala grupp från 1983. I Folketinget var han sekreterare för Venstres partigrupp (1984-1990), samt dess vice ordförande (1988-1990), och ordförande av utrikesnämnden (1987-1990). Han bröt därefter med partiet, som inte ville tillsätta en utredning av den s.k. tamilaffären, och anslöt sig till Det Radikale Venstre 1990, som han sedan representerade i Folketinget (1990-1998). Han var ordförande av justitieutskottet (1994-1998) samt ordförande av den liberala gruppen i OSSE:s parlamentariska församling (1996-1998). Han stod bl.a. för en human och tolerant flyktingpolitik. Efter sin politiska karriär har han arbetat som advokat, från 2002 med en egen firma. Han har varit försvarsadvokat i flera fall som rönt stor massmedial uppmärksamhet, däribland hedersmordet på Ghazala Khan och i åtalet mot underrättelseagenten Frank Gervil.
Elmquist är engagerad i frågor som rör mänskliga rättigheter; Han har bl.a. varit representant för Mellemfolkeligt Samvirke (från 1986), vice ordförande av den danska Helsingforskommittén (från 1986), ordförande av International Helsinki Federation (1991-1993), vice ordförande av Det Danske Center for Menneskerettigheder (från 1991) samt ordförande av Amnesty International i Danmark (1992-1994). Sedan 2004 är han ordförande av Retspolitisk Forening.